# Strażnica, Tỉnh West Pomeranian
Stranica [straʐˈnit͡sa] (tiếng Đức: Wochholzhof) là một khu định cư ở khu hành chính của Gmina Golczewo, thuộc quận Kamień, West Pomeranian Voivodeship, ở phía tây bắc Ba Lan.
Trước năm 1945, khu vực này là một phần của Đức. Đối với lịch sử của khu vực, xem Lịch sử của Pomerania.